# NGC 6787
NGC 6787 este o galaxie situată în constelația Dragonul. A fost descoperită în 10 septembrie 1885 de către Lewis A. Swift.